# Zero kara Hajimeru Mahō no Sho
Zero kara Hajimeru Mahō no Sho (ゼロから始める魔法の書 lit. Iniciando el libro mágico de Zero?) , oficialmente acortado como Zero no Sho (ゼロの書?  lit.: "El libro de Zero"); o el grimorio de Zero. Es una serie de novelas ligeras escritas por Kakeru Kobashiri e ilustradas por Yoshinori Shizuma. ASCII Media Works ha publicado 9 volúmenes desde febrero de 2014. Una adaptación a manga ilustrada por Takashi Iwasaki se comenzó a publicar en la revista Dengeki Maoh de ASCII Media Works desde diciembre de 2014. Un manga spin-off titulado Zero kara Hajimeru Mahō no Sho Nano! (ゼロから始める魔法の書なの) ilustrada por Yasuoka se comenzó a publicar en la revista Dengeki Maoh de ASCII Media Works desde octubre de 2015. Una adaptación a anime de White Fox se emitió desde el 10 de abril hasta el 26 de junio de 2017.

## Argumento
Es el año 526 del calendario litúrgico. Las brujas son famosas en toda la tierra, aunque el conocimiento de la existencia de la magia sigue siendo difícil de alcanzar.
Un mercenario mitad hombre, mitad bestia, de clase despreciada por las personas, sueña día y noche con convertirse en humano. En su fatídico encuentro un día con una bruja con el nombre de Zero convierte sus sueños en realidad, el poder convertirse en humano. Ella le ofrece convertirlo en humano si este la escolta como su guardia en su búsqueda de un grimorio mágico, uno que posee un conocimiento poderoso que podría causar estragos en las manos equivocadas. Los dos comienzan su viaje con este acuerdo que los une, sirviendo como el protector de Zero, aunque él desprecie a los de su clase.

## Personajes
Zero (ゼロ?)
 Seiyū: Yumiri Hanamori, Karin Takahashi (en Dengeki Bunko Fighting Climax Ignition)
Protagonista de esta historia. Es una bruja de ojos azules y presenta el cabello plateado, tiene un aspecto casi infantil, pero posiblemente mucho mayor. Hereda el linaje de la bruja de barro negro que pretende explorar el conocimiento interno. En el bosque de Wenias se conoce con Mercenario por pura casualidad y lo contrata como su escolta de viaje. Como su nombre es considerado importante para las brujas, no revela su verdadero nombre como lo hace de igual forma Mercenario. Se refiere a ella misma como una persona solitaria.
Tiene un gran intelecto y tiene contacto con un demonio sin su consentimiento, provocando temor entre las demás brujas por su gran poder. Ella tiene conocimiento sobre la persecución de las brujas y deseaba que aquel mundo cambie estructuralmente: que humanos y brujas convivan tranquilamente; para ello, ideó una técnica mágica alternativa a la brujería, la magia. Todo ese conocimiento fue plasmado por escrito en su libro de hechizos, llamado "El libro de Zero". Poco tiempo después de que Zero terminara su grimorio, alguien aniquila a su clan; Número Trece salió con el fin de buscarlo y recuperar el libro, sin embargo, nunca volvió. Después de diez años, decide salir al mundo en persona para recuperar su libro robado.
Si bien la relación con su mercenario es formalmente un contrato de escolta, muy a menudo utiliza su magia excepcional para protegerlo, incluso suponiéndose que el es su escolta. Sin embargo, Zero estuvo durante mucho tiempo residiendo dentro del "Bosque de Yuzuki" (Ella lo llama "cueva") en la realización de investigación mágica, por lo que no conoce el mundo exterior, ni aun el acto de besar, cambiarse de ropa sin pudor; pues ella lo considera un acto normal. Aunque sólo sea un simple contrato con su mercenario a condición de volverlo a su forma humana, Zero ha gustado de la forma de bestia, siempre se monta en los hombros de Mercenario como si fuese su caballo. Puede llegar a ser muy juguetona especialmente con mercenario haciendo comentarios muy inapropiados que por lo general lo avergüenzan, tiene la costumbre de usarlo como cama o almohada y con el paso de la historia desarrolla cierto cariño por el y por sobre todo la comida en general.
Mercenario de la Bestia (獣の傭兵 Kemono no Yōhei?)
 Seiyū: Tsuyoshi Koyama, Emiko Takeuchi (voz de niño)
Coprotagonista de la historia. Simplemente conocido como mercenario. Su verdadero nombre se desconoce debido a que Zero consideraba innecesario tales formalidades, además le advirtió no dar su verdadero nombre a una bruja o lo podrían controlar, es un beastfallen (un humano con características animales) y aparentemente un tigre blanco, los beastfallen son creados por las brujas como soldados de combate y cuando mueren la magia que los creó regresa a la bruja, pero si esta muere la maldición pasara a sus descendientes. Aunque él nació siendo así, sus padres decidieron criarlo de todos modos (algunos simplemente matan al bebe). Desde joven fue muy discriminado por su apariencia, en algún momento se ganó el apodo de "la bestia negra de la muerte" debido a que su pelaje se mancho de sangre dándole un aspecto oscuro cuando mató a un grupo de mercenarios que querían su cabeza. El afirma odiar a las brujas culpándolas de todos los problemas que ha tenido pero hizo un contrato con Zero, para ser su guardaespaldas a cambio de que ella lo regresara a la apariencia humana. Ha afirmado tener el sueño de abrir su propia taberna ya siendo un humano. A pesar de ser maltratado casi toda su vida, no ha perdido su bondad que esconde detrás de una actitud brusca hacia las personas en general, pero en el fondo es amable, esta actitud se debe a que el afirma que los beastfallen son siempre tratados como monstruos y algunos han aceptado este hecho, no siendo tan amables como el. Es grande, rápido y fuerte y evidentemente un luchador muy capaz superando a personas y algunos beastfallen sin problemas, pero fácilmente se avergüenza de los comentarios inapropiados de Zero o sus insinuaciones, a pesar de su apariencia y voz es más joven de lo que aparenta.
Albus (アルバス Arubasu?)
 Seiyū: Yō Taichi
Al igual que Zero su nombre es un alias, al principio era hostil hacia mercenario y Zero, sin embargo, decidió unirse a su grupo para aprender más magia de Zero. Aparentemente es un joven brujo de menor edad que Zero, pero no es tan poderoso ni conocedor de la magia como Zero, pero si de la sociedad actual debido a que vivió cierto tiempo como un niño normal. Sus padres murieron cuando eran muy joven debido a que su madre era bruja pero su padre era humano, por esta razón odia a todos los que acusan o consideran a todas las brujas malvadas y que solo causan plagas y muerte. Al principio quería la cabeza de mercenario para aumentar su poder pero luego se retractó, también le gusta burlarse de él cuando está avergonzado.
Holdem (ホーデム Hōdemu?)
 Seiyū: Masayuki Katō
Un hombre lobo. Originalmente, fue un príncipe que huyó de su familia cuando fue sorprendido teniendo un romance con su cuñada y terminó viviendo con Sorena. Le pidió a Sorena que le hiciera una bestia para ocultar su linaje real para poder vivir su vida en paz. Se le confió el cuidado de la nieta de Sorena después que fue ejecutada.
Número Trece (十三番 Jūsan-ban?)
 Seiyū: Takehito Koyasu
Uno de los eruditos que estudio magia y brujería con Zero, pero decidió irse un tiempo antes que ella, él y Zero son compatriotas, es un mago muy poderoso del mismo calibre que Zero, pero está dispuesto a usar magia prohibida y métodos despiadados (como matar una gran cantidad de brujas sin remordimiento o permitir que sean quemadas en la hoguera)  para lograr sus objetivos. Es un mago del estado, una facción de magos que trabajan para el reino a cambio de que el rey le ayude a encontrar el "El grimorio de Zero" que fue robado, y que se considera un gran peligro para la sociedad en general, pero esto implica matar a toda bruja que se le enfrente sea peligrosa o no. Prometió a Zero que encontraría el grimorio y regresaría a la cueva, pero aun así Zero se impacientó y decidió salir a buscar ella misma el grimorio. Es bastante manipulador y con intenciones ocultas, su relación con Zero no es muy buena debido a que a ella no le gusta la manera en la que hace las cosas, según ella puede convertir la semilla de la duda en el fuego del miedo; sin embargo, parece preocuparse hasta cierto punto por ella.
Sorena (ソーレナ?)
 Seiyū: Yoshiko Sakakibara
Es una bruja muy poderosa de la antigüedad que fue injustamente quemada en la hoguera, debido a la caceria de brujas que existía. Su vida en ese momento ya es una leyenda debido a las actividades que realizaba para el bien de la población en general y para las brujas que creían fielmente en su legado.

## Medios de comunicación

### Novela ligera
Las novelas ligeras son escritas por Kakeru Kobashiri e ilustradas por Yoshinori Shizuma. ASCII Media Works comenzó a publicar la serie bajo su imprenta Dengeki Bunko en febrero de 2014, y 9 volúmenes han sido publicados.

#### Lista de volúmenes
| N.º | Título                                                                                         | Fecha de lanzamiento    | ISBN original          |
| --- | ---------------------------------------------------------------------------------------------- | ----------------------- | ---------------------- |
| 1   | «Iniciando el libro mágico de Zero» «Zero kara Hajimeru Mahō no Sho» (ゼロから始める魔法の書?) | 8 de febrero de 2014    | ISBN 978-4-04-866312-0 |
| 2   | «La santa de Acadio (Arriba)» «Akudiosu no Seijo (Jō)» (アクディオスの聖女〈上〉?)             | 8 de noviembre de 2014  | ISBN 978-4-04-866649-7 |
| 3   | «La santa de Acadio (Abajo)» «Akudiosu no Seijo (Shita)» (アクディオスの聖女〈下〉?)           | 10 de febrero de 2015   | ISBN 978-4-04-869256-4 |
| 4   | «La Princesa demonio de la isla del Dragón Negro» «Kokuryū Shima no Mahime» (黒竜島の魔姫?)    | 8 de agosto de 2015     | ISBN 978-4-04-865306-0 |
| 5   | «La tumba del paraíso» «Rakuen no Hakamori» (楽園の墓守?)                                      | 10 de diciembre de 2015 | ISBN 978-4-04-865565-1 |
| 6   | «La bruja de la luna alada (Arriba)» «Yomitsuki no Majō (Jō)» (詠月の魔女〈上〉?)              | 9 de abril de 2016      | ISBN 978-4-04-865913-0 |
| 7   | «La bruja de la luna alada (Abajo)» «Yomitsuki no Majō (Shita)» (詠月の魔女〈下〉?)            | 10 de agosto de 2016    | ISBN 978-4-04-892276-0 |
| 8   | «El bibliotecario del salón prohibido» «Kinshokan no Shisho» (禁書館の司書?)                   | 10 de diciembre de 2016 | ISBN 978-4-04-892539-6 |
| 9   | «El mercenario de Zero (Arriba)» «Zero no Youhei (Jō)» (ゼロの傭兵〈上〉?)                     | 8 de abril de 2017      | ISBN 978-4-04-892824-3 |

### Manga

#### Zero kara Hajimeru Mahō no Sho
Una adaptación a manga de Takeshi Iwasaki ha sido serializada en la revista de manga seinen Dengeki Maoh de ASCII Media Works desde diciembre de 2014.

##### Volúmenes
| Núm. | Fecha de publicación  | ISBN                   |
| ---- | --------------------- | ---------------------- |
| 1    | 9 de mayo de 2015     | ISBN 978-4-04-865235-3 |
| 2    | 10 de octubre de 2015 | ISBN 978-4-04-865433-3 |
| 3    | 10 de marzo de 2016   | ISBN 978-4-04-865849-2 |
| 4    | 10 de agosto de 2016  | ISBN 978-4-04-892271-5 |
| 5    | 10 de enero de 2017   | ISBN 978-4-04-892618-8 |

#### Zero kara Hajimeru Mahō no Sho Nano!
Yasuoka publicó un manga spin-off titulado Zero Kara Hajimeru Mahō no Sho Nano! (ゼロから始める魔法の書 なの！), en Dengeki Maoh desde el 27 de octubre de 2015.

##### Volúmenes
| Núm. | Fecha de publicación | ISBN                   |
| ---- | -------------------- | ---------------------- |
| 1    | 8 de octubre de 2016 | ISBN 978-4-04-865941-3 |

### Anime
Una adaptación a anime fue anunciada en el Festival de Otoño Dengeki el 2 de octubre de 2016. La serie es dirigida por Tetsuo Hirakawa y animada por el estudio White Fox. Ryosuke Kimiya y Daisuke Mataga proveen el diseño de los personajes para el anime. La serie se emitió desde el 10 de abril hasta el 26 de junio de 2017. El anime tiene 12 episodios y adapta la primera novela.

#### Lista de episodios
| # | Título                                                                                        | Estreno             |
| --- | --------------------------------------------------------------------------------------------- | ------------------- |
| 1 | «La bruja y la bestia caída» «Majo to kemono ochi» (魔女と獣堕ち)                             | 10 de abril de 2017 |
| Una criatura mitad humano, mitad bestia; es perseguido a causa de la recompensa por su cabeza, huye al bosque y se encuentra con una bruja, que responde al nombre de Zero y tiene como objetivo buscar un libro que podría destruir el mundo en manos equivocadas. Aprovechando la ansia de la criatura por ser un humano normal, Zero hace un pacto de sangre con él. Como ya era de noche, acampa con él. |                                                                                               |                     |
| 2 | «Cacería de brujas» «Majogari» (魔女狩り)                                                     | 17 de abril de 2017 |
| A la mañana siguiente conocen a un usuario de magia, que responde al nombre de Argus, quién en un principio iba a por la cabeza de Mercenario, tras ser vencido, se une a ambos viajantes en la búsqueda del libro. Llegan a un pueblo y a raíz de un malentendido son perseguidos. |                                                                                               |                     |
| 3 | «Duelo» «Kettou» (決闘)                                                                       | 24 de abril de 2017 |
| 4 | «Camino a Latette» «Ratetto e no dōchū» (ラテットへの道中)                                    | 1 de mayo de 2017   |
| 5 | «Los buscadores de Zero» «Zero no majutsu shidan» (ゼロの魔術師団)                            | 8 de mayo de 2017   |
| 6 | «Número Trece» «Jūsan-ban» (十三番)                                                           | 15 de mayo de 2017  |
| 7 | «Plasta, la Capital Real» «Ōto purasuta» (王都プラスタ)                                       | 22 de mayo de 2017  |
| 8 | «La nieta de Sorena» «Sōrena no Magomusume» (ソーレナの孫娘)                                  | 29 de mayo de 2017  |
| 9 | «Reunión» «Saikai» (再会)                                                                     | 5 de junio de 2017  |
| 10 | «La verdad es revelada» «Akasa re ta shinsō» (明かされた真相)                                 | 12 de junio de 2017 |
| 11 | «El hechicero y la bruja» «Majo to Majutsu shi» (魔女と魔術師)                                | 19 de junio de 2017 |
| 12 | «Iniciando el libro mágico de Zero» «Zero kara Hajimeru Mahō no Sho» (ゼロから始める魔法の書) | 26 de junio de 2017 |

#### BD / DVD
| Volumen | Fecha de lanzamiento    | Episodios | Catálogo N° | Catálogo N° |
| Volumen | Fecha de lanzamiento    | Episodios | BD          | DVD         |
| ------- | ----------------------- | --------- | ----------- | ----------- |
| BOX1    | 2 de agosto de 2017     | 1 al 6    | BIXA-9611   | BIBA-9621   |
| 1       | 2 de agosto de 2017     | 1 - 2     | BIXA-1161   |             |
| 2       | 2 de septiembre de 2017 | 3 - 4     | BIXA-1162   |             |
| 3       | 3 de octubre de 2017    | 5 - 6     | BIXA-1163   |             |
| BOX2    | 3 de octubre de 2017    | 7 al 12   | BIXA-9612   | BIBA-9622   |
| 4       | 2 de noviembre de 2017  | 7 - 8     | BIXA-1164   |             |
| 5       | 2 de diciembre de 2017  | 9 - 10    | BIXA-1165   |             |
| 6       | 6 de enero de 2018      | 11 - 12   | BIXA-1166   |             |